# Tears
"Tears"發行於1993年11月10號，全曲長達10分32秒。1992年也為第43回的紅白歌合戰重新譜寫了此曲，名稱為"Tears ～大地を濡らして～"；編曲上除了採用管弦樂制外，Yoshiki更是用了管風琴在現場演奏，歌詞也與原曲有相當大的不同。Yoshiki曾在All Night Nippon1998年5月9日的hide追悼節目裡表示，這首曲子是寫來思念已故的父親。
B面中收錄的是"Tears Classic Version"。"Tears"也以單曲形式在iTunes Store裡發售，但是不能單獨購買。(單曲中B面的"Tears Classic Version"則是能夠單獨購入。)
"Tears"同樣收錄在X的專輯DAHLIA中。南韓電影我的野蠻女友2:蠻風再現原聲帶中也有出現 。南韓樂團的迷你專輯Scorpio當中除了翻唱這首曲子外，Yoshiki也替他們譜寫了同名的曲子"Scorpio"。日本TBS系列日劇憎しみに微笑んで也以這首歌為主題曲。目前在Yoshiki的MySpce中還出現了"Tears Unrelease ver"。

## 曲目
| 曲序 | 曲目                      | 时长  |
| ---- | ------------------------- | ----- |
| 1.   | Tears                     | 10:28 |
| 2.   | Tears (Classical Version) | 5:02  |

## 外部連結
- Yoshiki的MySpace（页面存档备份，存于）